# Паспал
Паспа̀л е село в Южна България, община Ардино, област Кърджали.

## География
| Население по години | Население по години |
| ------------------- | ------------------- |
| 1934 г.             | 158 души            |
| 1946 г.             | 213 души            |
| 1956 г.             | 248 души            |
| 1975 г.             | 137 души            |
| 1985 г.             | 76 души             |
| 1992 г.             | 65 души             |
| 2001 г.             | 43 души             |
| 2011 г.             | 27 души             |
| 2019 г.             | 13 души             |

Село Паспал се намира в източната част на Западните Родопи, на около 15 – 20 km западно от границата им с Източните Родопи, около 9 km запад-югозападно от град Ардино, на стръмен склон край левия бряг на река Арда. На около 300 m южно от селото е изграден микроязовир „Паспал“ – част от Водноелектрическа каскада „Горна Арда“, предвидена за оползотворяване на хидроенергийния потенциал в горния участък на река Арда.
Местната флора е представена предимно от иглолистна растителност (бял бор), но се срещат и широколистни видове като бук, дъб, акация. Разпространени са храсти като хвойна, къпина и шипка. В землището на селото могат да бъдат открити редица характерни за планината билки като мащерка, лайка, бял равнец, жълт кантарион и други.
Животинският свят е разнообразен и съставен главно от птици, влечуги и насекоми. От птиците се срещат сойка, кос, селска лястовица, ястреб, а в близост до реката – корморани и представители на редкия вид черен щъркел. От бозайниците се срещат лисица, дива свиня, сърна, а към 2016 г. се наблюдават и единични екземпляри на кафява мечка.

## История
По спомени на възрастните жители на селото, то е основано от преселници от село Върбина, община Мадан, заселили се в днешното землище на Паспал в търсене на паша за стадата си. С името „паспал“ се е назовавал брашненият прах във водениците, който се образувал при смилането на зърното. В близост до язовирната стена и въжения мост, свързващ двата бряга на реката, и до днес стоят руините на някогашната воденица, в която се добивало брашно за нуждите на местните жители.
Селото – тогава махала с име Паспал (Пала) – е в България от 1912 г. Признато е от махала за село с министерска заповед № 1014, обнародвана на 11 май 1942 г. 
Във фондовете на Държавния архив Кърджали се съхраняват документи на/за Народно основно училище „Георги Бенковски“ – с. Паспал, Кърджалийско от периода 1945 – 1970 г.; според промените в наименованието на фондообразувателя:
– Народно начално училище (1944 – 1965);
– Народно основно училище „Георги Бенковски“ (1965 – 1970).
Разположената в центъра на селото сграда на училището към 2016 г. е полуразрушена.

## Население
Преброяване на населението през 2011 г.
Численост и дял на етническите групи според преброяването на населението през 2011 г.:
|                     | Численост | Дял (в %) |
| Общо                | 27        | 100,00    |
| Българи             | 5         | 18,51     |
| Турци               | 0         | 0,00      |
| Цигани              | 0         | 0,00      |
| Други               | 0         | 0,00      |
| Не се самоопределят | 0         | 0,00      |
| Неотговорили        | 22        | 81,48     |

## Редовни събития
Потомци на големите родове и фамилии в селото организират ежегодна родова среща.